# Hotel Rebstock (Waldshut)

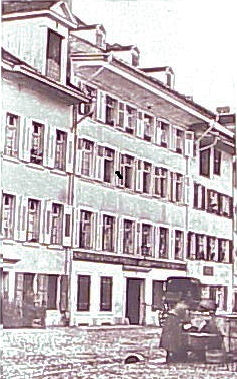
Jakob Hildenbrand: Das Hotel Rebstock, Waldshut, 1864.

Das Hotel Rebstock oder das Hotel Cep-de-Vigne in Waldshut am heutigen Hochrhein war zwischen 1577 und 1958 ein Beherbergungsbetrieb, der in der Zeit der romantischen Schweizreisen einen Kultstatus erwarb.

## Geschichte

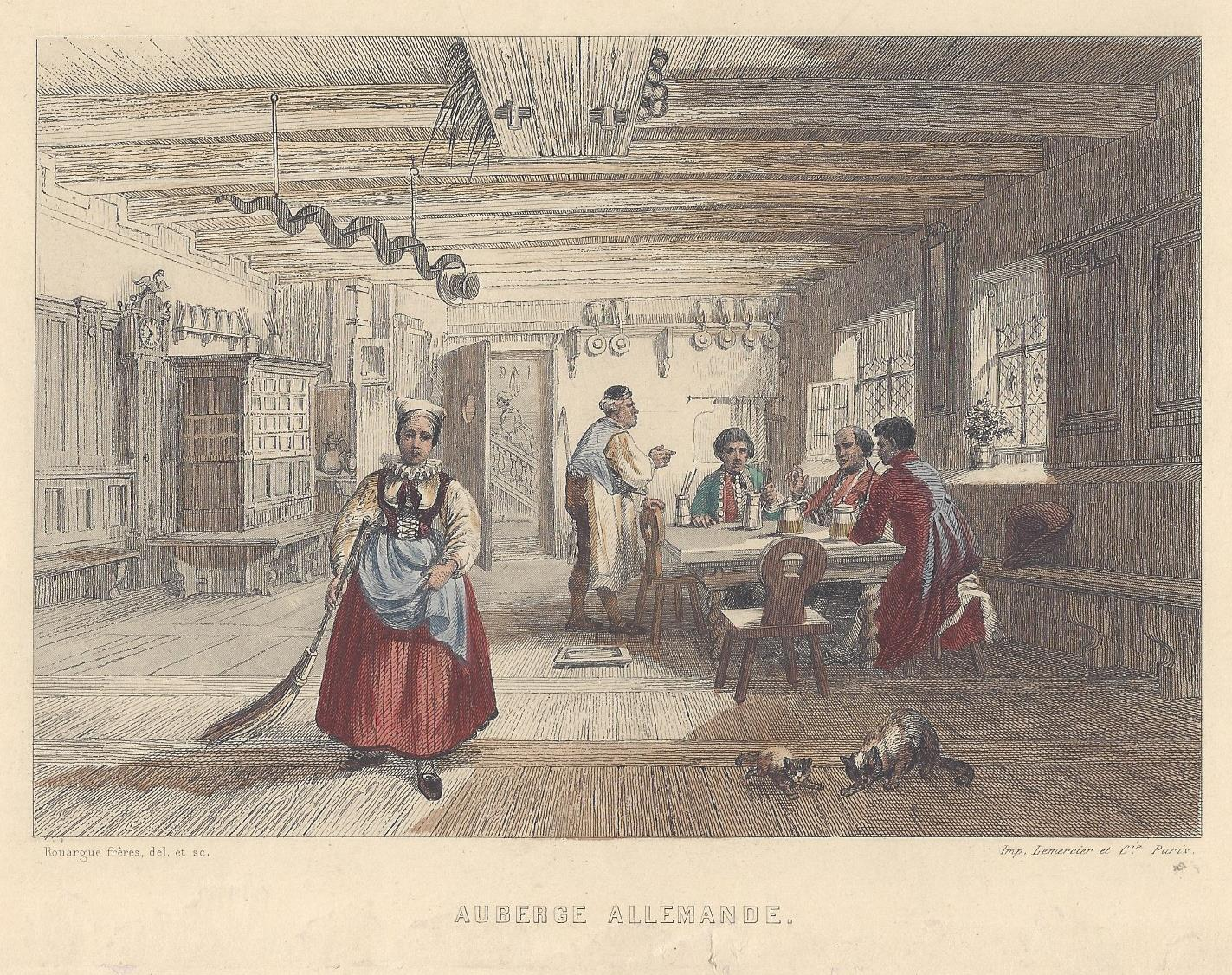
Frères Rouargue: Schankraum des Hotels Rebstock in Waldshut um 1840

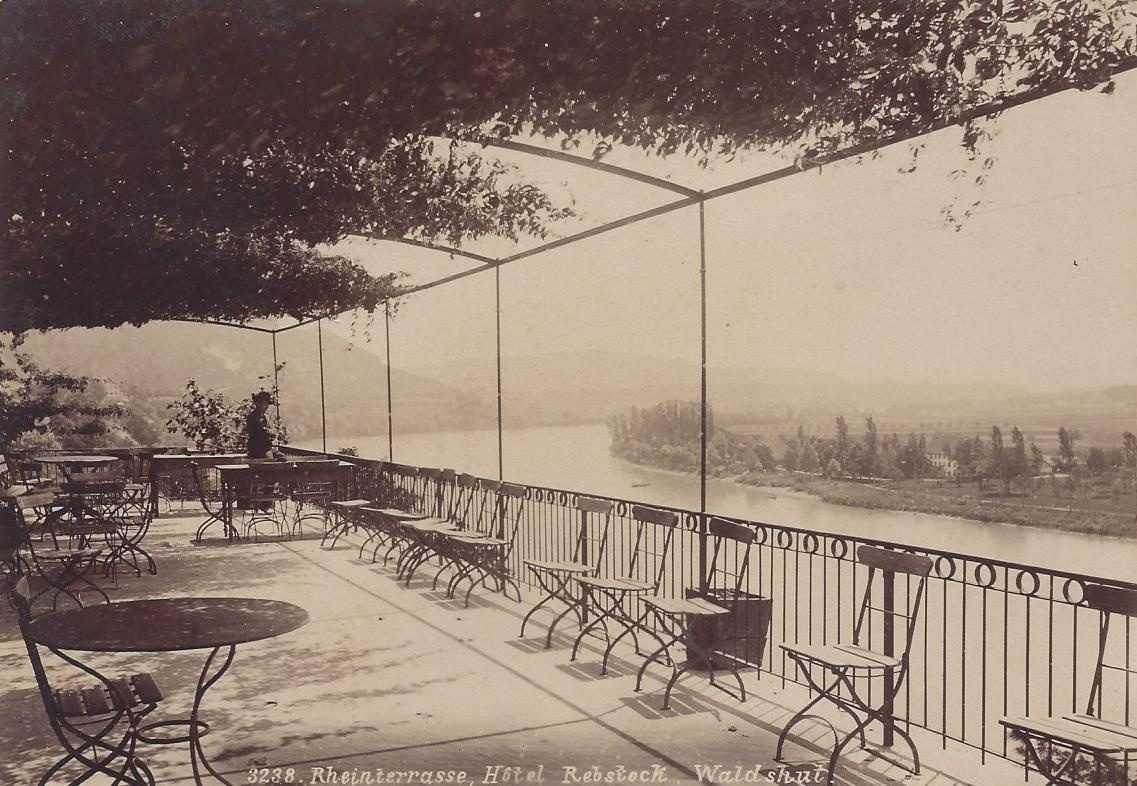
Christoph Clare: Rheinterrasse des Hotels Rebstock in Waldshut um 1890

Der erste bekannte Vorgängerbau des Hotels Rebstocks fiel 1492 dem großen Stadtbrand von Waldshut zum Opfer. Nach der Abgabeliste von 1495 befand er sich im Besitz des Metzgers Hans Schweller. Der Nachfolgebau dürfte ab frühestens 1493 entstanden sein. Die ersten urkundlichen Erwähnungen des Rebstocks finden sich in den Waldshuter Stadtrechnungen, in denen 1577 der Wirt Hans Gerber und  1583 der Wirt Fridle Löw erwähnt sind. 1644 zur Zeit der französisch-schwedischen Besatzung war im Rebstock die Posthalterei untergebracht. Die letzte Erwähnung der nunmehr kaiserlichen Posthalterei im Rebstock datiert von 1692. Am 9. September 1764 übereignete Hans Jakob Schwengle den Betrieb seinem Schwiegersohn Matthäus Bölle. Am 3. März 1818 erwarb die Familie Bölle das Nachbarhaus San Marco, das mit dem Rebstock zusammengelegt wurde und eine einheitliche Fassade erhielt.
Die Familie Bölle betrieb den Rebstock bis zum 27. Juli 1886. Unter ihrer Leitung entwickelte sich der Gasthof zur ersten Adresse der Region zwischen Basel und Schaffhausen. Durch Berichte und Reisejournaleinträge der Zeit erlangte der Rebstock, gerade durch seine kleinen Unzulänglichkeiten einen weltweiten Ruf als Hotel assez bien tenue. Das Hotel lag etwa auf halber Wegstrecke zwischen Basel (6 Stunden mit der Post) und dem Rheinfall (5 Stunden). Das Frühstück im Garten des Rebstocks, der auf der Rheinterrasse gelegen einen grandiosen Blick in das untere Aaretal und auf das Hochrheintal bot, entschädigte die vielfach prominenten Reisenden. Die Mängelliste dagegen reichte von ungenießbarem Essen (Franz von Waldersee), über rustikales Mobiliar, lässliche Reinlichkeit, rudimentäre Sprachkenntnisse (Louis Simond), betrunkenes Personal (Rafael Guillermo Urdaneta), englische Gäste (Karl August Varnhagen von Ense und Samuel Irenaeus Prime), Kuhstallgeruch (David Bogue) bis hin zu scheußlichem Gewimmel von Ungeziefer im Bett (Victor Hugo). Mit dem Anschluss an die Eisenbahn 1856–1863 und dem Kraftwerksbau verlor das Hotel seine mitunter hochgestellte und prominente Klientel.
Ab 1886 im Besitz des Bierbrauers von Kilian richtete man sich zunehmend an der lokalen Klientel aus. Am 26. Dezember 1895 griff ein durch Unachtsamkeit bei der Feier eines katholischen Vereins entstandener Brand vom angebauten Festsaal auf das Hotelgebäude über. Der Bau brannte mit dem Inventar aus. Im Festsaal des Neubaus wurde nach dem Ersten Weltkrieg ein Kino eingerichtet. Von 1945 bis 1950 wurde das Gebäude von der französischen Besatzung genutzt. Im Herbst 1957 erwarb die Kommanditgesellschaft Gröber den Hotelkomplex und baute ihn zu einem Kaufhaus um, dem Kaufhaus May in der Kaiserstrasse 57.

## Der Rebstock in der Literatur
1822 beschrieb Louis Simond (1761–1831) seine Eindrücke vom Rebstock von 1817 in seinem Reiseroman Voyage en Suisse. Dieser Abschnitt erschien ebenfalls als Sonderdruck und Auszug unter dem Titel Extract from his tour in Switzerland. Heinrich Zschokke berichtete 1842 in seiner Selbstschau eine vielbeachtete psychologische Seance im Rebstock zu Beginn der 1820er Jahre. Auch für den rheinländischen Hausfreund Johann Peter Hebel zählte der Rebstock zu den ersten Adressen für ein Schöpplein vom 1807er Wein.

## Kriegsereignisse

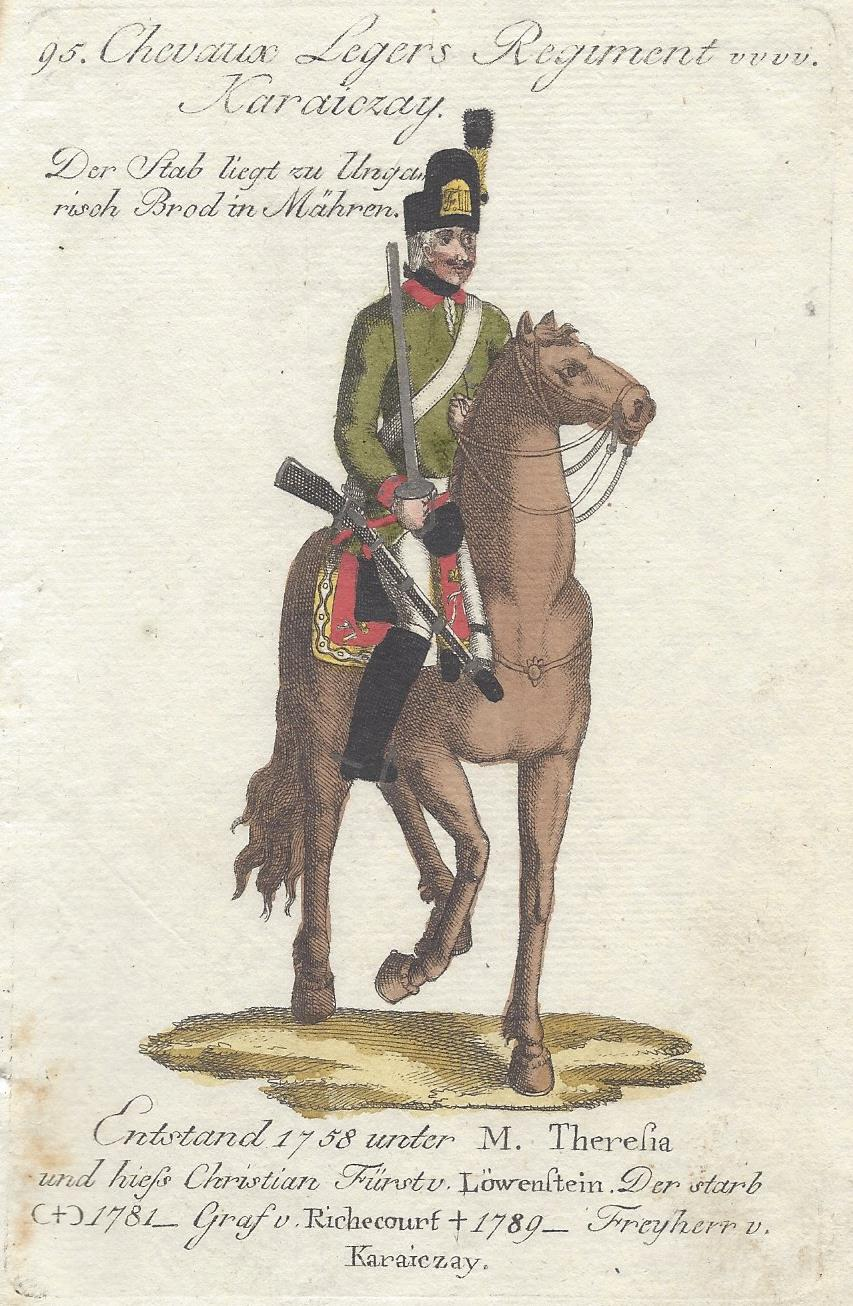
Chevauxleger Regiment Karaiczay, im Jahr des Einsatzes im Rebstock

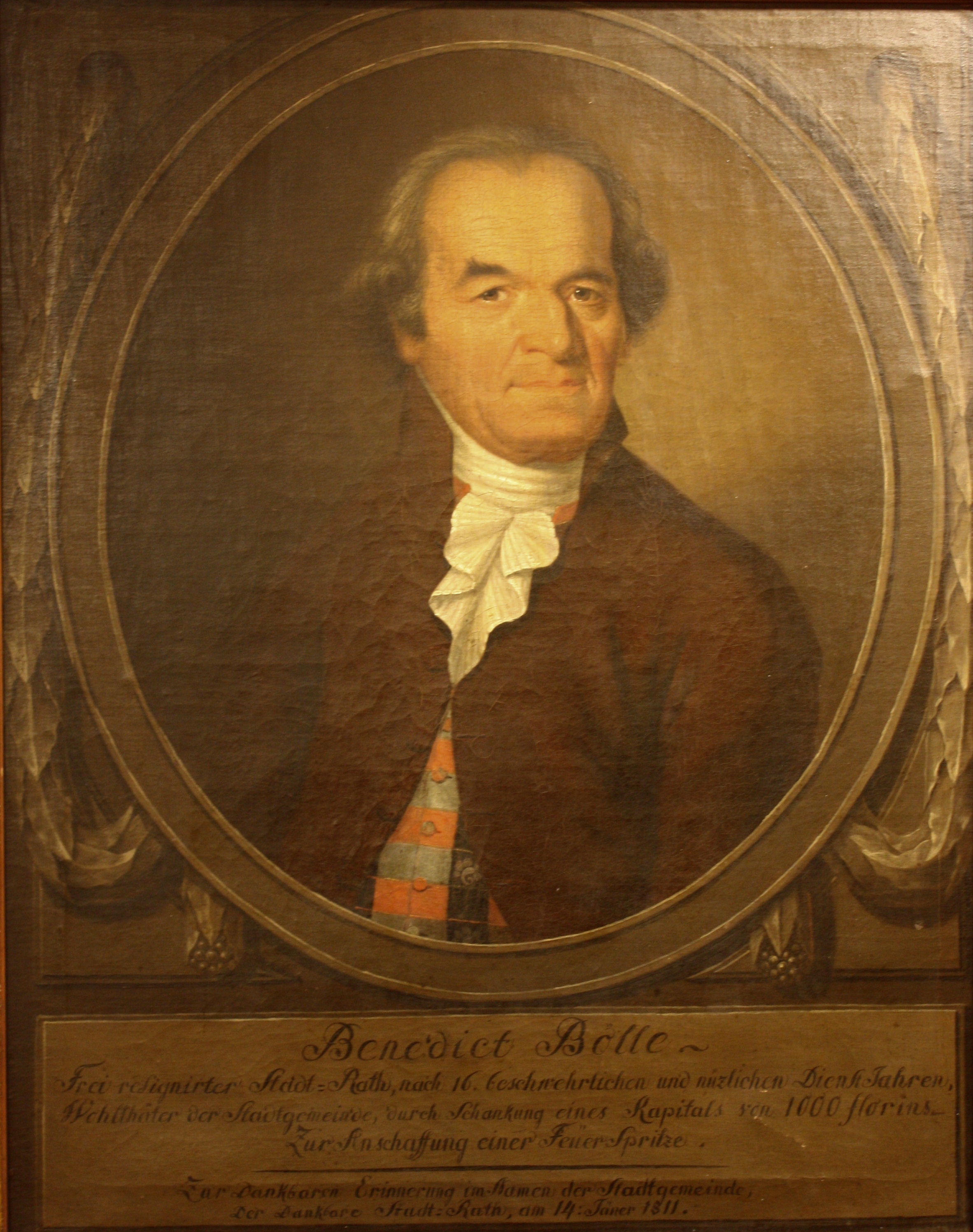
Josef Reinhard: Rebstockwirt Benedikt Bölle, 1811

Während des Ersten Koalitionskriegs zog sich die französische Revolutionsarmee unter Victor Moreau im Oktober 1796 von Bayern über den Rhein nach Hüningen zurück. Der Tross wurde über das Hochrheintal geführt. In der Nacht auf den 5. Oktober griffen in Waldshut Chevauxlegers des österreichischen Regiments Karaiczay unter dem Kommando des Oberst Graf Maximilian Friedrich von Merveldt 170 französische Infanteristen an. Im Hotel Rebstock fand die Gefangennahme zweier hochrangiger Offiziere und des Militärstaatsanwalts (Commissaire du pouvoir exécutif) Nicolas Haussmann statt. Das in der damaligen deutschen Presse berichtete Ereignis im Rebstock wurde von Johann Baptist Seele gemalt. Das Bild und ein Gegenstück sind heute in den Fürstlich Fürstenbergischen Sammlungen in Donaueschingen ausgestellt.
Der Rebstockwirt und Rat der Stadt Benedikt Bölle erwarb sich während der wiederholten Durchzüge der französischen Verbände als Vermittler sowie als Stifter einer Feuerspitze Verdienste. Sein dafür im Auftrag der Stadt von Josef Reinhard gemaltes Porträt befindet sich heute im Museum Alte Metzig in Waldshut.

## Der Rebstock in den Aufzeichnungen prominenter Reisender
- Johann Caspar Lavater und Christian von Mechel, 1777
- Franz von Waldersee, 1783
- Johann Peter Hebel, 1808
- Louis Simond, 1822
- Heinrich Zschokke, 1842
- Rafael Guillermo Urdaneta, 1843
- David Bogue, 1853
- Karl August Varnhagen von Ense, 1853
- Samuel Irenaues Prime, 1860
- Victor Hugo, 1869